# Миллар, Фергюс
Сэр Фергюс Грэм Бертолм Миллар (англ. Fergus Millar; 5 июля 1935, Эдинбург — 15 июля 2019, Оксфорд, Юго-Восточная Англия) — британский антиковед. Доктор философии (1962), профессор Оксфорда (1984—2002, занимал Кэмденовскую кафедру древней истории — Camden Professor of Ancient History, эмерит), перед тем профессор в Лондоне (с 1976). Член Британской академии (1976), иностранный член РАН (1999). Рыцарь-бакалавр (2010). Самая знаменитая из его монографий посвящена истории ранней Римской империи.
Родился в семье солиситора. Изучал древнюю историю и философию в Тринити-колледже в Оксфорде (1955-58; бакалавр). Докторскую степень получил в оксфордском Колледже всех душ. Ученик Рональда Сайма (станет его литературным душеприказчиком).
Затем стал феллоу и тьютором в Куинз-колледже (где одним из его первых учеников станет Алан Боумэн). В 1976-84 профессор Университетского колледжа Лондона (преемник Арнальдо Момильяно), а в 1984—2002 — Оксфорда. С 2002 года в отставке. Являлся президентом The Roman Society (1989-92; состоял там с 1959 и Classical Association (1992—1993). Член Американской академии искусств и наук (2003).
Редактор Journal of Roman Studies (1975—1979).
Публиковался в «Вестнике древней истории». Получил почетные докторские степени из Оксфорда и Хельсинки. Отмечают его восхищение двумя великими работами Михаила Ростовцева.
Автор многочисленных статей.
Первая монография — «A Study of Cassius Dio» (1964). В 1977 выпустил свою вторую книгу — монументальную монографию «Император в римском мире» («The Emperor in the Roman World»).
На основе своих лекций, прочитанных в Гарварде в 1987 году, выпустил книгу The Roman Near East, 31 BC-AD 337 (1993). Затем выйдут The Crowd in the Late Republic (1998) и The Roman Republic in Political Thought (2002).
В 1959 году женился; остались трое детей и внуки.